# برهان فلسفي
البرهان (بالإنجليزية: Proof)‏ في الفلسفة أو المنطق هو عملية استدلال تهدف إلى تأكيد الصدق (أو الكذب) في قضية ما. والاستدلالات التي يبنى عليها البرهان، والتي تترتب عليها القضية منطقياً تسمى الحجج. ويفترض في الحجج أنها صادقة ولا تتضمن مقدمات تفترض القضية المراد البرهنة عليها، وإلا كانت النتيجة مصادرة على المطلوب. والبرهان الذي يقيم صدق القضية يسمى برهاناً فحسب، أما البرهان الذي يقيم كذب القضية فيسمى تفنيداً.

## البرهان في المنطق
هو «القياس المؤلف من يقينيات لإنتاج يقيني». وقد أطلق أرسطو لفظ برهان على الاستنتاج العقلي الذي تلزم ضرورة فيه النتيجة عن المقدمات (المبادئ). ويُعرَّف البرهان بالعلة الغائية، على أنه «قياس منتج للعلم» أي منتج للمعرفة الثابتة الضرورية، كما يُعرَّف بالعناصر المؤلفة له، بأنه «قياس منتظم من مقدمات أولية صادقة سابقة في العلم على النتيجة وأبين منها وعلة لزومها». والبرهان المنطقي إما «لمي» أو «إني». أما «اللمي» فيشتمل على السبب وعلة الوجود أو علة التصديق والوجود معاً، ويفيد علة حصول النتيجة. أما «الإني» فيعطي علة التصديق فقط.

## البرهان والاستنتاج
البرهان هو الاستنتاج المحض (بالإنجليزية: Deduction)‏، لأنه يستند إلى الاستدلال وفقاً لقواعد الاستنتاج الصوري (: سلوك فكري يسير من الخاص إلى العام). ويسعى إلى إثبات صحة النتيجة. وتعد العلوم الهندسية أقوى العلوم برهاناً، كما أن أكمل أشكال البرهان هو البرهان الرياضي، وهو نموذج عن البرهان الاستنتاجي التحليلي أو التركيبي. والبرهان الاستنتاجي التحليلي إما مباشر وإما غير مباشر.

## البرهان التحليلي المباشر
يُنتقل من الحجج إلى النتائج، حيث تستند صحة النتائج مباشرة على صحة الحجج. ويتألف من سلسلة استنباطات (بالإنجليزية: Inferences)‏ مقدماتها حجج أو قضايا مستدل عليها من حجج.

## البرهان التحليلي غير المباشر
أحد أشكال البرهان المنطقي، ويتميز بمنهجه في الاستدلال العقلي لقضية ما. وعلى خلاف البرهان المباشر، فإن صدق القضية المراد البرهنة عليها بطريقة غير مباشرة يستدل عليه بإظهار خطأ مقدمات معينة وثيقة الصلة بها، بحيث أن خطأها يتضمن بالضرورة صدق القضية. وهو نوعان: برهان الخلف، والبرهان المنفصل. أما برهان الخلف ويعرف أيضاً باسم البرهان المؤدي إلى المحال، فهو إثبات صحة قضية بإبطال نقيضها، في حين أنه في البرهان المنفصل يكون المطلوب افتراضاً من بين عدة افتراضات للقضية، ويثبت فيه صدق المطلوب بإثبات كذب باقي الافتراضات. والبرهان غير المباشر بنوعيه برهان إلزامي يرغم العقل على التسليم بالنتائج دون إرجاع القضية المثبتة إلى أسباب بديهية.
ويعد البرهان الاستنتاجي التركيبي أكثر وضوحاً من غيره فهو استنتاج إنشائي حقيقي أو استدلال رياضي، تلزم فيه بالضرورة النتيجة عن المبادئ التي هي إما بديهيات، أو تعريفات[ر] وموضوعات[ر]. وتشكل هذه المبادئ مجتمعة منظومة متكاملة تدعى نسق الموضوعات (النسق الموضوعاتي)، وتعتبر مبادئ الهندسة الإقليدية نموذجاً لهذا النسق يبرهن به رياضياً على جميع نظريات هذه الهندسة. وثمة اليوم أنساق لهندسات لا إقليدية. وهناك أيضاً العديد من أنساق الموضوعات في المنطق الحديث (النسق الاستنباطي). ومن صفات نسق الموضوعات عدم التناقض، الاكتمال والاستقلالية.
والبرهان الأكمل (كما الرياضيات والفيزياء البحتة والمنطق الرمزي) هو استنتاج إنشائي مصحوب بمشاهدة منطقية، لأن «البرهان هو إنشاء أو تركيب». وهذا الإنشاء هو عمل ذهني وموضوعي، نستنبط فيه العام من الضروري. وبهذا يكون البرهان الرياضي استنتاجاً إنشائياً تركيبياً ينتقل العقل به من الخاص إلى العام أو من الأقل عمومية إلى الأكثر عمومية، بحيث تتجلى فيه فاعلية الفكر ونشاطه التركيبي.

## البرهان والاستقراء
الاستقراء (بالإنجليزية: Induction)‏ هو الانتقال من الخاص إلى العام، وتعد بعض الاستدلالات الرياضية (البراهين) استقراءات عقلية حقيقية، بيد أن الاستقراء الرياضي ليس اختبارياً كما هو الحال في العلوم الطبيعية، إنما هو استقراء ضروري مبني على برهان استنتاجي. كما أن البرهان الرياضي ليس استقراءً محضاً، رغم اعتماده على التعميم، فهو لا ينتقل من المفرد الجزئي إلى العام، بل من العام إلى الأعم،. كما أنه يختلف عن الاستقراء بلزوم النتائج.

## البرهان والقياس المنطقي
لم يفرق القدماء بين البرهان الاستنتاجي (الرياضي) والقياس المنطقي (بالإنجليزية: Syllogism)‏. فعند أرسطو مثلاً «البرهان الرياضي هو القياس الضروري». أما المحدثون فيرون أن ثمة فارق كبير بينهما، لأن حدود القياس كيفيات أما حدود البرهان فهي كميات، والروابط بين الحدود المنطقية روابط استغراق أو عدم استغراق، أما الروابط في البرهان فهي المساواة أو عدم المساواة، أما روابط القضايا المنطقية الدالة على النسبة بين الموضوع والمحمول فهي لفظ ظاهر أو مستتر تقديره «هو». وبعض المحدثين يصرحون بعقم القياس المنطقي لأنه تحصيل حاصل لا يأتي بجديد ولا يضيف إلى الحدود المعلومة أي جديد. أما البرهان فيكشف عن أحكام جديدة. والقياس المنطقي ينقل الفكر من العام إلى الخاص لكن البرهان ينقله من الخاص إلى العام فينم بذلك على الإبداع. أما ما يجمع القياس والبرهان فهو اللزوم الضروري، فكل منهما استدلال شرطي افتراضي لا تصدق نتيجته إلا إذا صدقت مقدماته، والأحكام الرياضية جملة شرطية استنتاجيه تصدر صحة نظرياتها عن صحة مقدماتها أو فرضياتها.
وتقسم الأحكام إلى تحليلية وتركيبية، وتصنف أحكام المنطق والرياضيات ضمن الأحكام التحليلية، لهذا أُرجعت البراهين الرياضية إلى القياس المنطقي. ويؤكد كَنت [ر] على أن الأحكام الرياضية هي أحكام تركيبية لا يتضمن موضوعها محمولها. ويقوم البرهان الرياضي على الإبدال والتركيب، كالبرهان على نظرية فيثاغورث (مربع الوتر في المثلث القائم يساوي مجموع مربعي الضلعين القائمين)، وبرهان نظرية (مجموع زوايا المثلث تساوي قائمتين)، فكلاهما يعتمد على التركيب والإبدال والإنشاء الذهني معاً.

## البرهان والعلم
العلم: بوصفه منهجاً للبحث في العلوم التجريبية الطبيعية والإنسانية: أطلق القدماء لفظ برهان على الحجة العقلية فقط. أما المحدثون فيطلقون لفظ برهان على الحجة العقلية والتجريبية معاً، ويعتمدون على«مبدأ التحقق» أو «إمكانية التحقق» [ر: الوضعية المنطقية]، أو«مبدأ التكذيب» [ر:بوبر]. ويميل العلماء عامة والإبستيمولوجيون خاصةً إلى اعتبار الرياضيات منهجاً للعلوم كافة، فالبرهان الرياضي أسمى نموذج لليقين تسعى إليه العلوم الطبيعية والإنسانية، وذلك باستبدال الكيفيات بالكميات عن طريق اعتماد وحدات القياس (المقاييس) للوصول إلى تكميم نتائجها وترميزها، فيصير انتهاج البرهان الرياضي طيعاً فيها تضمن من خلاله اليقين في أحكامها، وتشترط صياغة نظرياتها صياغة استنباطية (موضوعاتية) بحيث تصبح بعض قضاياها مقدمات (مسلمات، موضوعات).
لقد يسرت صورية البرهان في العلوم المعتمدة على الاستنباط والترميز (بالإنجليزية: Symbolism)‏ إمكانية نقل بعض وظائف الفكر العليا للإنسان إلى الآلات الحاسبة، مما فتح آفاقاً رحبة للتقدم العلمي في كافة الميادين.